# Georges Charpak
Georges Charpak (Dąbrowica, aleshores Polònia, 1 d'agost de 1924 - 29 de setembre de 2010, París) va ser un físic francès, d'origen polonès, guardonat amb el Premi Nobel de Física l'any 1992.

## Biografia
Georges Charpak va néixer l'1 d'agost de 1924 a la ciutat de Dąbrowica, en aquells moments situada a Polònia i que avui dia rep el nom de Dubrovytsia i forma part d'Ucraïna, en una família d'arrels jueves. L'any 1931, la seva família es traslladà a França, i establí la seva residència a París.
Durant la Segona Guerra Mundial, Charpak va allistar-se a la Resistència francesa i fou fet presoner per les autoritats del govern col·laboracionista de Vichy l'any 1943. El 1944, va ser deportat al camp d'extermini nazi de Dachau, on va romandre fins que el camp va ser alliberat l'any 1945. Després de graduar-se al Liceu de Montpeller, va entrar a l'Escola Superior de Mines de París, una de les més prestigioses escoles d'enginyeria a França, i aconseguí la nacionalitat francesa l'any següent.
Es va graduar el 1948 i entre els anys 1947 i 1949 va treballar al Centre National de la Recherche Scientifique, on va rebre el doctorat l'any 1954 en física nuclear. El 1959, va unir-se al projecte europeu del CERN a Ginebra i el 1984 va esdevenir professor a l'Escola d'Estudis Avançats en Física i Química de París.
Des de l'any 1985 és membre de l'Acadèmia Francesa de Ciències.

## Recerca científica
Gran defensor de l'energia nuclear, la seva recerca es concentrà al voltant de la física de partícules, en concret en l'invent i el desenvolupament de detectors de partícules i, especialment, en la creació de la cambra proporcional multifils, de múltiples aplicacions, des de la física pura a les aplicacions en camps tan diversos com l'enginyeria aeronàutica o la biologia.
L'any 1992, fou guardonat amb el Premi Nobel de Física per la invenció i desenvolupament de detectors de partícules.